# Helicogorgia squamifera
Helicogorgia squamifera is een zachte koraalsoort uit de familie Chrysogorgiidae. De koraalsoort komt uit het geslacht Helicogorgia. Helicogorgia squamifera werd in 1919 voor het eerst wetenschappelijk beschreven door Kukenthal.